# وداوه (شهرستان گوستنگ)
وداوه (به لاتین: Wydawy) یک روستا در لهستان است که در گمینا پونگتس واقع شده‌است.